# Cordia curbeloi
Cordia curbeloi är en strävbladig växtart som beskrevs av Brother Alain. Cordia curbeloi ingår i släktet Cordia, och familjen strävbladiga växter. Inga underarter finns listade i Catalogue of Life.